# Satoshi Okura
Satoshi Okura (大倉 智 Ōkura Satoshi?,  nacido el 22 de mayo de 1969 en Kawasaki, Kanagawa) es un exfutbolista japonés. Jugaba de delantero y su último club fue el Jacksonville Cyclones de Estados Unidos.

## Trayectoria

### Clubes
| Club                  | País           | Año         |
| --------------------- | -------------- | ----------- |
| Kashiwa Reysol        | Japón          | 1992 - 1995 |
| Júbilo Iwata          | Japón          | 1996        |
| Brummell Sendai       | Japón          | 1997        |
| Jacksonville Cyclones | Estados Unidos | 1998        |